# Look-zonder-look
Look-zonder-look (Alliaria petiolata, synoniemen: Alliaria officinalis en Sisymbrium alliaria) is een algemeen voorkomende plant die behoort tot de kruisbloemenfamilie (Brassicaceae). Binnen de kruisbloemenfamilie is de soort gemakkelijk te herkennen aan de witte bloemen, het blad en de geur. Na het wrijven van een blad komt er een geur vrij die volgens sommigen op uien lijkt, maar door de meeste mensen als knoflook wordt aangeduid. De plant dankt hieraan ook zijn naam; het ruikt naar look maar is botanisch niet verwant aan look.
De botanische naam Alliaria is afgeleid van het woord voor knoflook. De plant werd reeds in de 16e eeuw genoemd door Bock en Fuchs. Overigens verspreiden niet alleen de bladeren, maar ook de zaden en wortels deze geur.
De plant is volgens sommige bronnen een- of tweejarig en volgens andere bronnen twee- of meerjarig. De meest waarschijnlijke oorzaak van deze verschillen is dat de plant tweejarig is, maar dat een enkele plant er een jaar extra over doet om bloemen te krijgen, terwijl een ander exemplaar uitgezaaid in een tuin, in vruchtbare grond en zonder concurrenten in één jaar uitgroeit tot een volwassen plant.
Zoals bij alle soorten uit de kruisbloemenfamilie hebben de bloemen vier kroonbladeren. Bij look-zonder-look zijn de kroonbladeren tweemaal zo lang als de kelkbladeren. De plant kan 0,2–1 m hoog worden. De hauwen zijn lang, de bladeren aan de voet van de plant zijn lang gesteeld. De bovenste bladeren zijn hartvormig en onregelmatig getand.
De stelen zijn niet vertakt, en gaan meestal recht omhoog. De plant heeft een nagenoeg witte penwortel met enkele zijwortels en nevenwortels.De bloeitijd is van april tot juni.
De favoriete standplaats is op vochtige, voedselrijke grond in loofbossen, langs bospaden en beken, liefst enigszins in de schaduw, dus vaak aan de zoom van parken en bossen en in heggen.

## Voorkomen
De plant is over bijna geheel Europa en West-Azië verspreid. Daarnaast is de plant geïntroduceerd in Noord-Amerika, waar deze beschouwd wordt als invasieve soort.
De bloemen worden door bijen intensief bezocht, desondanks is er meestal sprake van zelfbestuiving.

## Ecologischebetekenis
De plant is een waardplant van de rups van het oranjetipje en het klein geaderd witje.

## Toepassingen
Zoals veel soorten uit de kruisbloemenfamilie is look-zonder-look in de keuken bruikbaar. De plant kan als groente worden gegeten.
Een aftreksel van de bladeren wordt wel als drankje tegen astma en bronchitis gebruikt. Als kruidenkompres is toepassing bij wonden bekend.

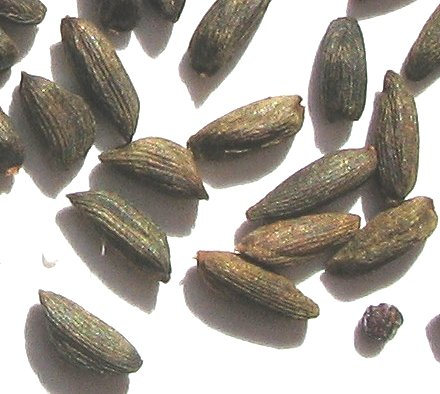
Zaden
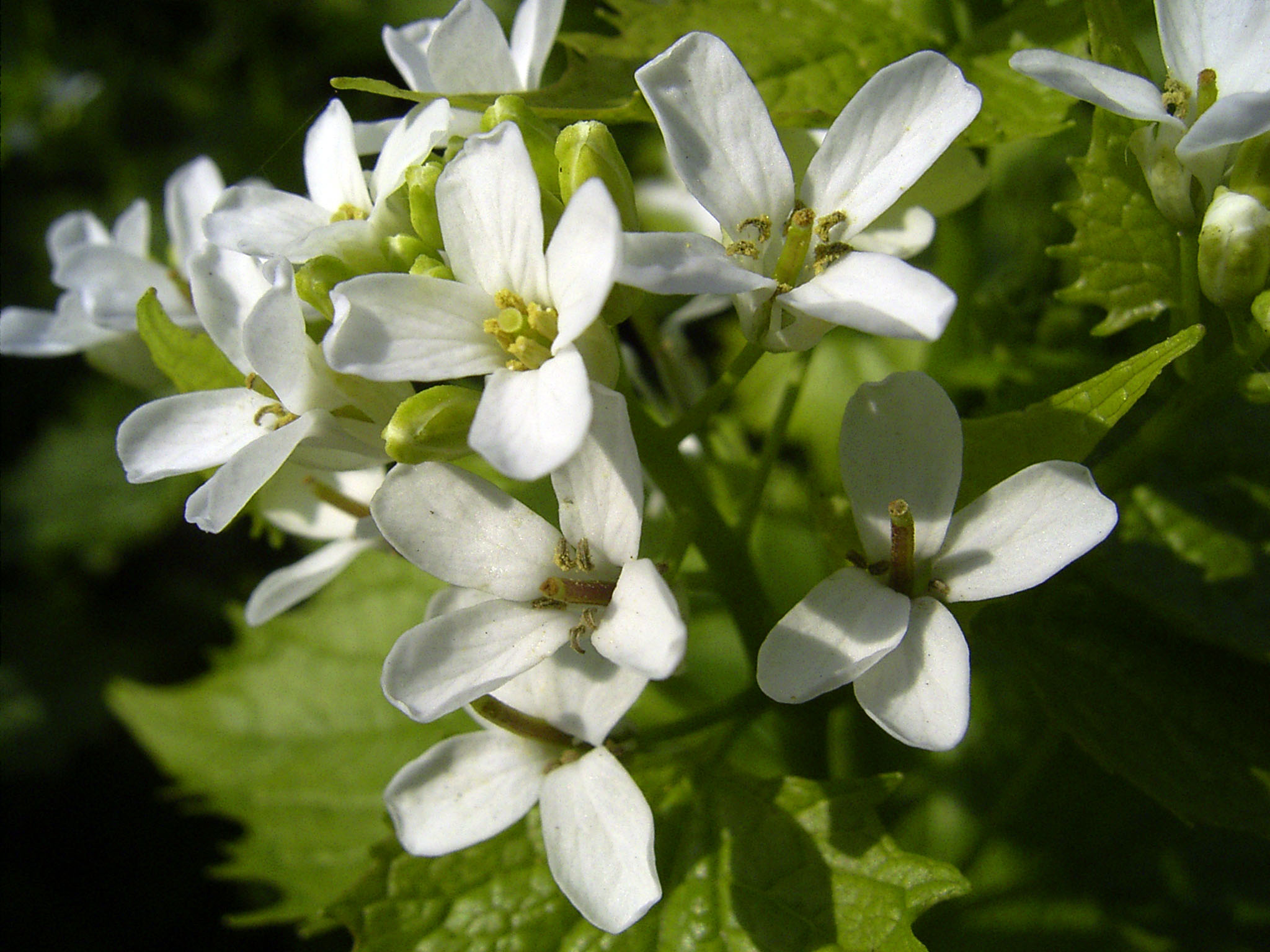
Bloem
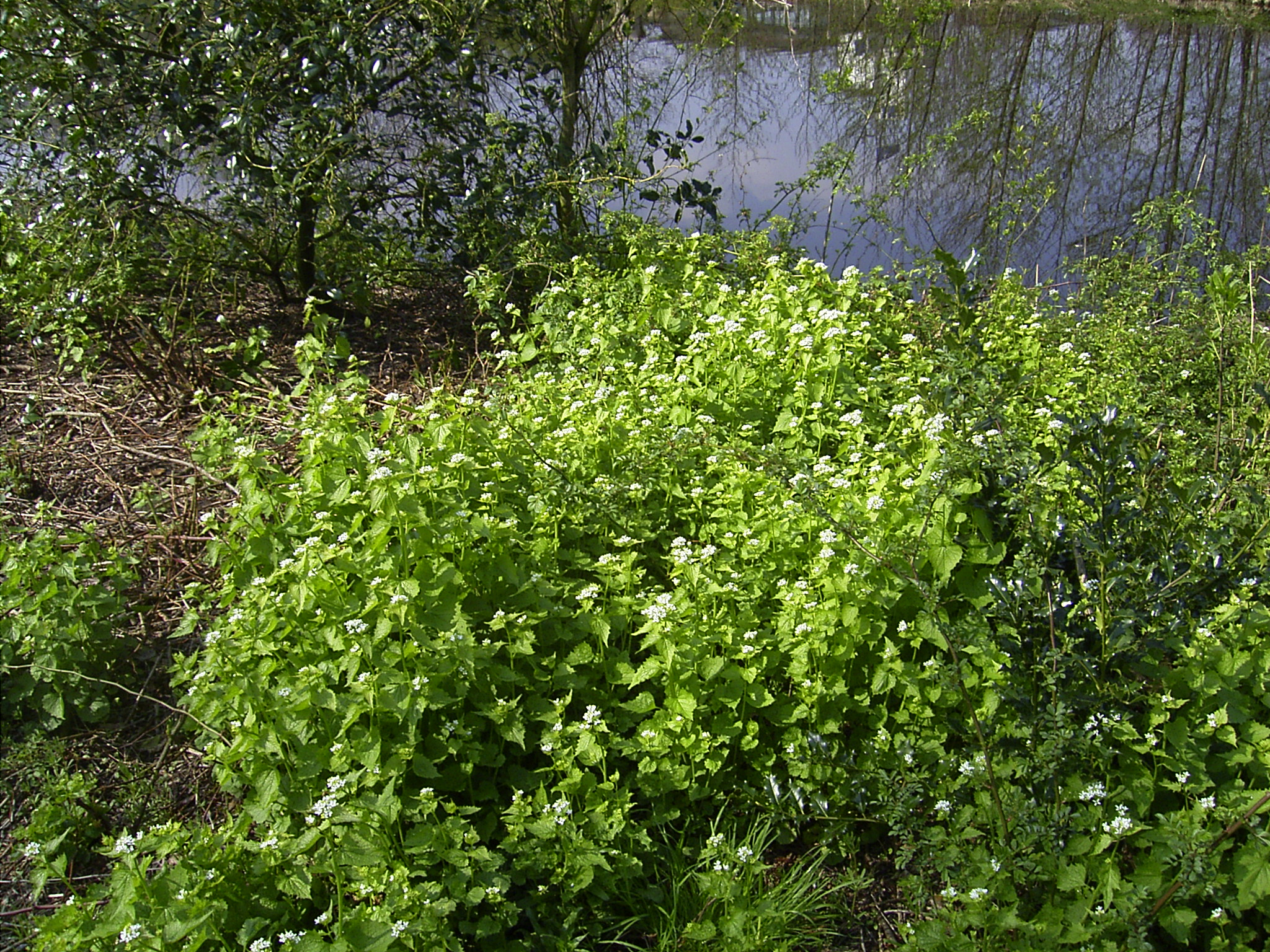
Plant
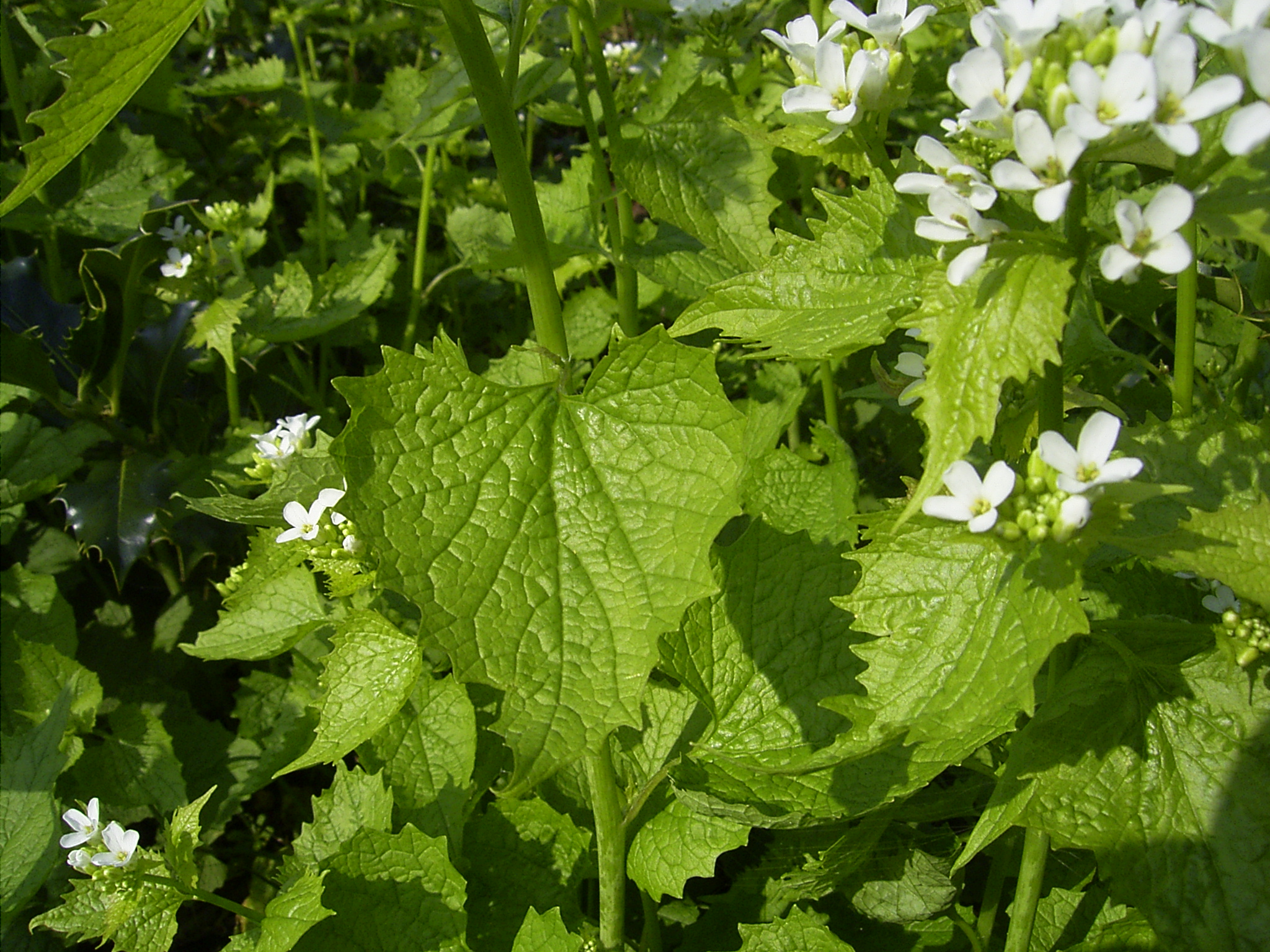
Blad
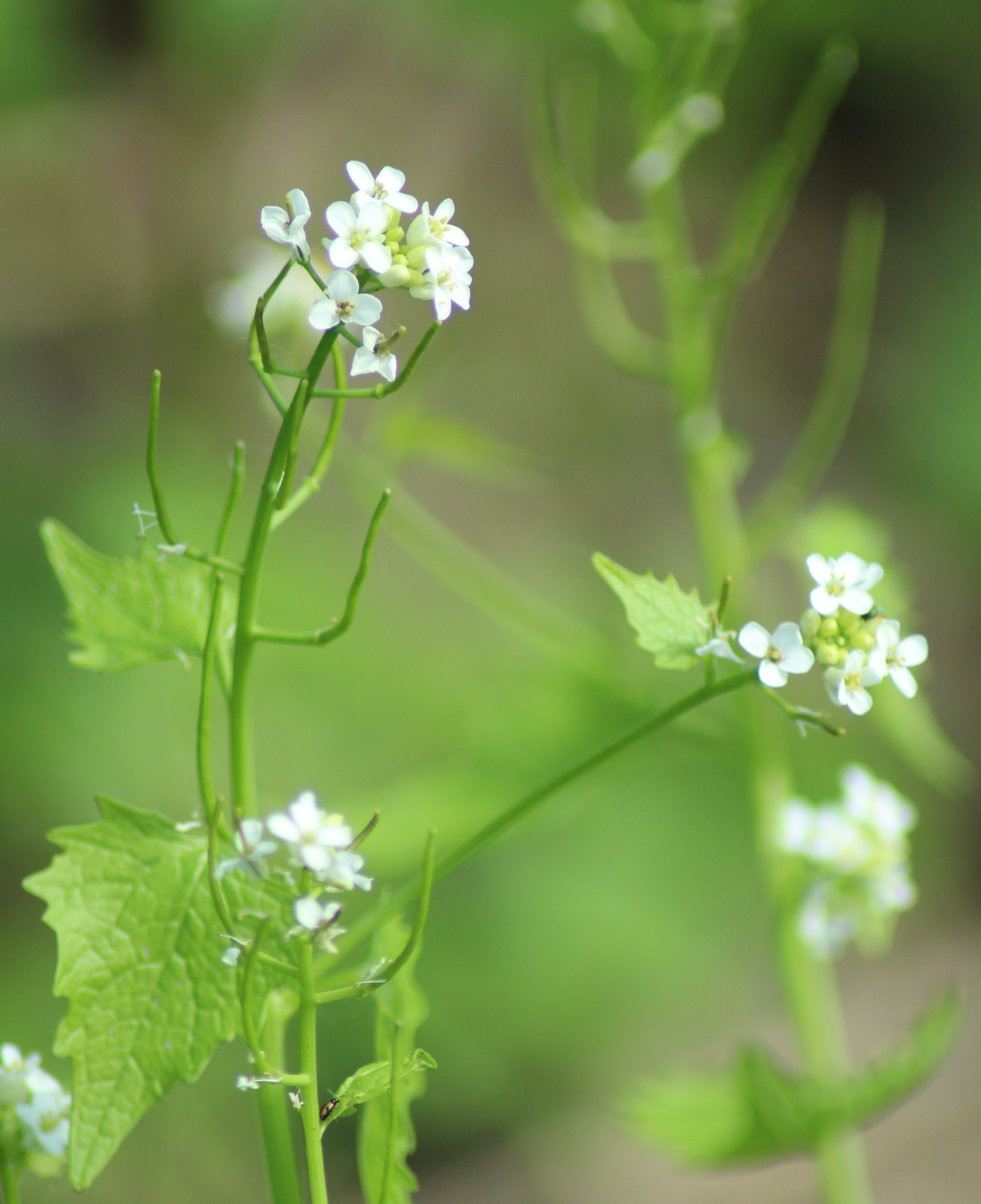
Bloeiende plant